# Éloi Meulenberg
Éloi Meulenberg, nacido el 22 de septiembre de 1912 en Jumet (Charleroi) y fallecido el 26 de febrero de 1989, fue un ciclista belga. Profesional de 1934 a 1950, ganó el Campeonato del Mundo de ciclismo en 1937. También ganó la Lieja-Bastogne-Lieja, París-Bruselas y nueve de etapa del Tour de Francia.

## Palmarés
1934
- 1 etapa del Tour de l'Ouest

1935
- Gran Premio de Fourmies

1936
- París-Bruselas
- 2 etapas del Tour de Francia

1937
- Campeón del Mundo de fondo en carretera
- Lieja-Bastoña-Lieja
- 4 etapas del Tour de Francia
- 1 etapa de la Vuelta a Bélgica

1938
- 3 etapas del Tour de Francia

1943
- Scheldeprijs Vlaanderen

1945
- Tour de Limburgo

## Resultados en las grandes vueltas
| Carrera         | Carrera         | 1934 | 1935 | 1936 | 1937 | 1938 | 1939 | 1940 | 1941 | 1942 | 1943 | 1944 | 1945 | 1946 | 1947 | 1948 | 1949 | 1950 |
| --------------- | --------------- | ---- | ---- | ---- | ---- | ---- | ---- | ---- | ---- | ---- | ---- | ---- | ---- | ---- | ---- | ---- | ---- | ---- |
|                 | Giro de Italia  | —    | —    | —    | —    | —    | —    | —    | X    | X    | X    | X    | X    | —    | —    | —    | —    | —    |
|                 | Tour de Francia | —    | —    | 34.º | Ab.  | Ab.  | Ab.  | X    | X    | X    | X    | X    | X    | X    | —    | —    | —    | —    |
|                 | Vuelta a España | X    | —    | —    | X    | X    | X    | X    | —    | —    | X    | X    | —    | —    | —    | —    | X    | —    |
| Mundial en Ruta | Mundial en Ruta | —    | —    | —    | 1.º  | Ab.  | X    | X    | X    | X    | X    | X    | X    | —    | —    | —    | —    | —    |